# 22 mai 1950
Le lundi 22 mai 1950 est le 142e jour de l'année 1950.

## Naissances
- Adama Dieng, avocat sénégalais
- Alékos Alavános, Homme politique grec
- André Lussi, homme d'affaires suisse
- Bae Bien-u, photographe sud-coréen
- Bernie Taupin, parolier et chanteur britannique
- Bill Whelan, compositeur irlandais
- Christian Alifax, karatéka français
- Gilles Johanet, juriste français
- Horacio Cordero, footballeur argentin
- Irène Frain, agrégée de lettres classiques, historienne et romancière
- Michio Ashikaga, joueur de football japonais
- Olivier Magnenat (mort le 28 février 2011), contrebassiste de jazz suisse
- Siphiwe Nyanda, homme politique et militaire sud-africain
- Thomas Schlamme, réalisateur américain

## Décès
- Agnes von Zahn-Harnack (née le 19 juin 1884), représentante éminente du mouvement féministe allemand

## Événements
- Découverte de (1580) Betulia